# European Logistics Association
A European Logistics Association (ELA), em português, associação europeia de logística, é uma associação composta por 30 organizações nacionais de diversos países do centro e oeste da Europa. O objectivo desta associação passa por providenciar mecanismos integrados de cooperação para todos aqueles que se interessem pela logística, e para ajudar o fomento do comércio e industria no mercado europeu. Esta entidade é responsável pela elaboração de padrões educacionais europeus na área da logística, e visa a obter a aceitação destes padrões por parte dos estados membros (What is ELA, 2008).

## Modelo Organizacional
O modelo organizacional da ELA é descrito da seguinte forma (Organisations, 2008):
1. ELA General Assembly
  1. Board ELA
  2. European Certification Board for Logistics
    1. ELA Committees
    2. ECBL Committees
      1. Scientific Committee

### Comités
O comité de relações da União Europeia tem como objectivo sensibilizar todos os cidadãos para os problemas da logística, apoiando os diferentes governos nas suas decisões. Os membros deste comité participam em grupos de pesquisa e de trabalho para projectos da União Europeia (Relations Comittee, 2008).

#### Pesquisa e desenvolvimento
Este comité tem como objectivo manter as relações estreitas entre a ELA e outras organizações, incluindo universidades, que se debrucem na pesquisa sobre assuntos relacionados com a logística (Research and Development Committee, 2008).
A ELA conduz e publica vários inquéritos educacionais sobre vários campos da logística. Em cooperação com várias universidades e outros institutos de pesquisa, a ELA desenvolve projectos de pesquisa que cobrem as várias áreas da logística desenvolvidas no quotidiano. Os convites para participar em projectos de pesquisa surgem naturalmente, quer seja para prestar apoio ou para participar activamente nos mesmos. A ELA publica obras que reflectem os princípios para a pesquisa e fornece conselhos sobre como lidar adequadamente com as associações (Research, 2008).

#### Educação
O comité educacional tem com tarefa principal a coordenação, desenvolvimento e cooperação com programas europeus educativos, como a promoção do uso de tecnologia multimédia no desenvolvimento de programas virtuais educacionais na logística (Vocational Education and Training Committee, 2008).
Os processos e serviços, tal como os sistemas logísticos, abrangem várias áreas na estrutura das organizações. Torna-se necessário criar redes que relacionem todos os aspectos vigentes na sociedade através de sistemas educativos. Com este objectivo, foi criada em 1999, uma rede europeia educacional que permite identificar e aprofundar os assuntos relacionados com a logística. Este sistema educacional é fortemente apoiado em plataformas tecnológicas modernas (New Technologies, 2008).

### ELA-LogNet
A ELA-LogNet é um grupo de trabalho pertencente ao comité educacional da ELA. Tem como objectivo encorajar, permitir e apoiar todos aqueles que ensinam assuntos relacionados com a logística a usar, produzir e partilhar soluções tecnológicas modernas no seu método de ensino. Alguns exemplos do tipo de tecnologia fomentada são as simulações ou distribuição de informação via Internet. Tem projectos em desenvolvimento na área da criação de portais Web que permitam a clientes e todos os interessados a visualização de temas relacionados com a logística. A ELA-LogNet é composta por redes heterogéneas de docentes de logística e outros colaboradores que não possuem interesses comerciais, sendo suportados por fundos de investimento privados. Reúne pessoas de toda a Europa que partilham o gosto pelos temas abordados e que estejam prontos a evoluir e partilhar os seus conhecimentos com os outros (New Technologies, 2008).

### ELA Award
O ELA Award ou prémio europeu para mérito no âmbito da logística é oferecido à empresa ou personalidade que contribuiu de uma forma significativa para o desenvolvimento da área da logística. O critério utilizado na selecção do vencedor é estabelecido com base nos projectos desenvolvidos pelas entidades ou indivíduos. O prémio é anual, sendo a cerimónia de entrega a meio do ano (Business Development Committee, 2008).
Nos últimos treze anos, este prémio tornou-se num dos mais prestigiantes prémios europeus na área da logística. A entidade vencedora deste prémio ganha grande reputação, tendo direito a usar a insígnia do prémio nas suas campanhas (Award for Logistics Excellence, 2008).
Este prémio está aberto a todas as candidaturas nos mais variados sectores da sociedade, desde que a organização que compete use a logística activamente nos seus serviços. O objectivo deste prémio é amplamente vasto. A reengenharia de processos duma função logística, o uso inovador da tecnologia, a melhoria nos processos logísticos ou um melhor uso do fluxo de informação são exemplos de actividades merecedoras deste prémio (Award for Logistics Excellence, 2008).

## Membros
A ELA é composta por membros interinos, associados e afiliados. De acordo com os estatutos da ELA, os membros interinos têm que ser organizações, associações ou outros órgãos europeus não-comerciais que representem indivíduos ou grupos associados à logística. Entre os membros interinos encontram-se organizações como a BVL Austria, Logy, HALPIM, Silf Professionals e GS1 Switzerland (Full Members, 2008).
O facto de ser membro interino da ELA proporciona vantagens às organizações constituintes. Os membros destas organizações aumentam o seu conhecimento sobre aspectos relacionados com a logística, partilhando entre si as suas ideias. Entre as vantagens associadas, destacam-se as seguintes (Full Membership, 2008):
- Os membros das organizações pertencentes a ELA podem participar nos projectos que estejam a decorrer;
- Os membros interinos têm acesso mais fácil e antecipado às publicações elaboradas pela ELA;
- Através de tecnologias de informação é possível a troca de informação relacionada com a performance dos processos logísticos;
- Os membros interinos podem ter representantes em todos os comités da ELA.

Nos membros associados encontram-se organizações não-europeias como a HKLA de Hong Kong ou a TILA de Taiwan (Associate Members, 2008). Relativamente às organizações afiliadas tem-se a ISIR da Hungria ou a LLA da Lituânia (Affiliate Members, 2008).

## Certificado
Os padrões da ELA para a competência na área da logística demonstram as expectativas dos locais de trabalho e têm sido desenvolvidos em parceria com as industrias. Os padrões são externos e formam a base para a modelação. A modelação é independente de qualquer programa educacional, pelo que as organizações podem desenvolver as suas ideias e projectos de livre arbítrio, tendo o cuidado de seguir as normas padronizadas. O respeito pelas normas é avaliado por conselhos nacionais de certificação que são estabelecidos em cada país (Concept, 2008).

### Níveis
O certificado europeu na área de logística assenta num conjunto de normas relativas a cadeias de abastecimento e gestão da cadeia logística. Este certificado europeu é muito importante na medida em que, qualquer alteração que ocorra nos estatutos, é imediatamente publicada no certificado. O conselho directivo é responsável pela atribuição de qualificações, monitorizando a performance dos centros nacionais de certificação, por forma a garantir que todas as normas estão padronizadas e dentro das directivas (Levels, 2008).
| Nível       | Público alvo                                                                    | Competência | Requisitos |
| ----------- | ------------------------------------------------------------------------------- | --- | --- |
| Estratégico | Gestores e consultores que possuam vasta experiência na gestão logística.       | Requer a aplicação de princípios fundamentais e técnicas elaboradas que cubram vários aspectos.                     | *Deve perceber os processos logísticos e a sua estratégia; *Possuir conhecimentos sobre estratégia na logística; *Ser capaz de optimizar a estratégia na sua área de acção. |
| Directivo   | Gestores que possuam conhecimentos sobre redes logísticas.                      | São necessários conhecimentos elaborados numa gama de actividades, nomeadamente nas actividades que são ocasionais. | *Deve perceber a relação entre as diferentes redes logísticas;*Conhecimentos na área de gestão de projectos.                                                                |
| Operacional | Supervisores que trabalhem na área operacional e gestores de linhas de fabrico. | Ser capaz de gerir e guiar toda uma equipa composta por homens e máquinas.                                          | *Deve ter conhecimentos básicos sobre redes logísticas; *Ser capaz de optimizar as actividades propostas.                                                                   |

Fonte: European Logistics Association (2008)